# 因速寺
因速寺（いんそくじ）は、東京都江東区にある真宗大谷派の寺院。

## 概要
1623年（元和9年）、釈定玄法師によって開山された。
元々は京橋竹町（現・東京都中央区京橋）に位置していたが、その後木挽町（現・東京都中央区銀座）に移転、最終的に深川黒江町（現・東京都江東区永代）に落ち着いた。
1923年（大正12年）の関東大震災に罹災し、1927年（昭和2年）に現在地に移転した。

## 墓所
- 四ツ車大八（大相撲力士）

火消と力士の乱闘事件「め組の喧嘩」で知られる。
- 四代目荻江露友（荻江節家元）

## 交通アクセス
- 東大島駅より徒歩16分（経路案内）。